# Imam Alimsultanov
Imam Alimsultanov (čečensky Имам Алимсултанов) (1957 – 10. listopad 1996, Oděsa Ukrajina) byl čečenský básník a zpěvák.

## Životopis
Narodil se v Kyrgyzstánu rodičům, kteří byli násilně deportováni roce 1944. Po jejich návratu do Čečenska již střední školu vystudoval v Grozném.
Hudebnickou kariéru začal Alimsultanov v polovině osmdesátých let. Jeho písně ovlivnila tvorba Musy Gešajeva, Umara Jaričeva a jiných čečenských básníků. Písně Imáma Alimsultanova jsou blízké tradiční čečenské hudbě. V prosinci 1994, když začala první čečenská válka, Alimsultanov zpočátku vystupoval na koncertech pro čečenských bojovníků, později na žádost prezidenta Džochara Dudajev doprovázel transporty raněných do Turecka. Svůj talent využil při vystoupeních v Istanbulu, kde zajišťoval finance na podporu obětí války. Po návratu do Čečenska se podílel na vysvobození 25 rukojmí, stavařů z Oděsy. Z vděčnosti mu primátor města nabídl působit ve zdejším divadle a Alimsultanov zde odehrál pět úspěšných koncertů. Následně bylo otevřeno divadlo, které nese jeho jméno. Imam Alimsultanov v něm vystupoval pětkrát.
Alimsultanov je pro čečenské bojovníky za nezávislost dodnes legendou,[zdroj?] označován bývá jako bard svobody. Jeho písně se staly symboly hnutí odporu. Roku 1996 byl Alimsultanov v Oděse zavražděn. Motiv a okolnosti vraždy jsou nejasné; nicméně do domu, kde bydlel, vtrhli muži v policejních uniformách.